# روستای سیاه‌چال
روستای سیاه‌چال (انگلیسی: Dungeon Village) یک بازی ویدئویی شبیه‌ساز بازی ویدئویی تک‌نفره برای سکو‌های اندروید و آی‌اواس می‌باشد که توسط کایرسافت توسعه و نشر پیدا کرده است. این بازی اولین بار در ۲ مارس ۲۰۱۲ در آمریکای شمالی منتشر شده است.